# Walther Kuhla
Walther Friedrich Wilhelm Kuhla (* 26. August 1907 in Landsberg an der Warthe; † 21. Juli 1989 in Berlin-Wilmersdorf) war ein preußischer Verwaltungsbeamter und Landrat des Landkreises Aachen.

## Leben und Werdegang
Der als Sohn eines Stadtinspektors in der preußischen Provinz Brandenburg geborene Walther Kuhla absolvierte nach seinem Schulabschluss zunächst von 1926 bis 1929 eine kaufmännische Ausbildung. Von 1929 bis 1934 schloss er an diese ein Studium der Rechtswissenschaften in Berlin, wo er Mitglied der Berliner Burschenschaft Gothia wurde, und Marburg an. Dort promovierte er auch 1934 mit der Arbeit: Eigentum an Forderungen zum Dr. jur. Noch im selben Jahr legte Kuhla das 1. juristisches Examen ab. Es folgte 1938 die Große Staatsprüfung mit anschließender Ernennung zum Assessor. Kuhla trat in den preußischen Verwaltungsdienst ein. 1941 wurde er als Regierungsrat an die Regierung Aachen entsandt und von dort 1943 an das Landratsamt Aachen. Im Laufe des Jahres 1944, nach dem Tod des Landrates Erwin Classen (8. Februar 1944), versah er vertretungsweise die Leitung dieses Amtes. Walther Kuhla war seit 1938 verheiratet.

## Schriften
- Eigentum an Forderungen (zugleich Dissertation, Universität Marburg), Hamel, Marburg 1934.